# Disco de Nebra

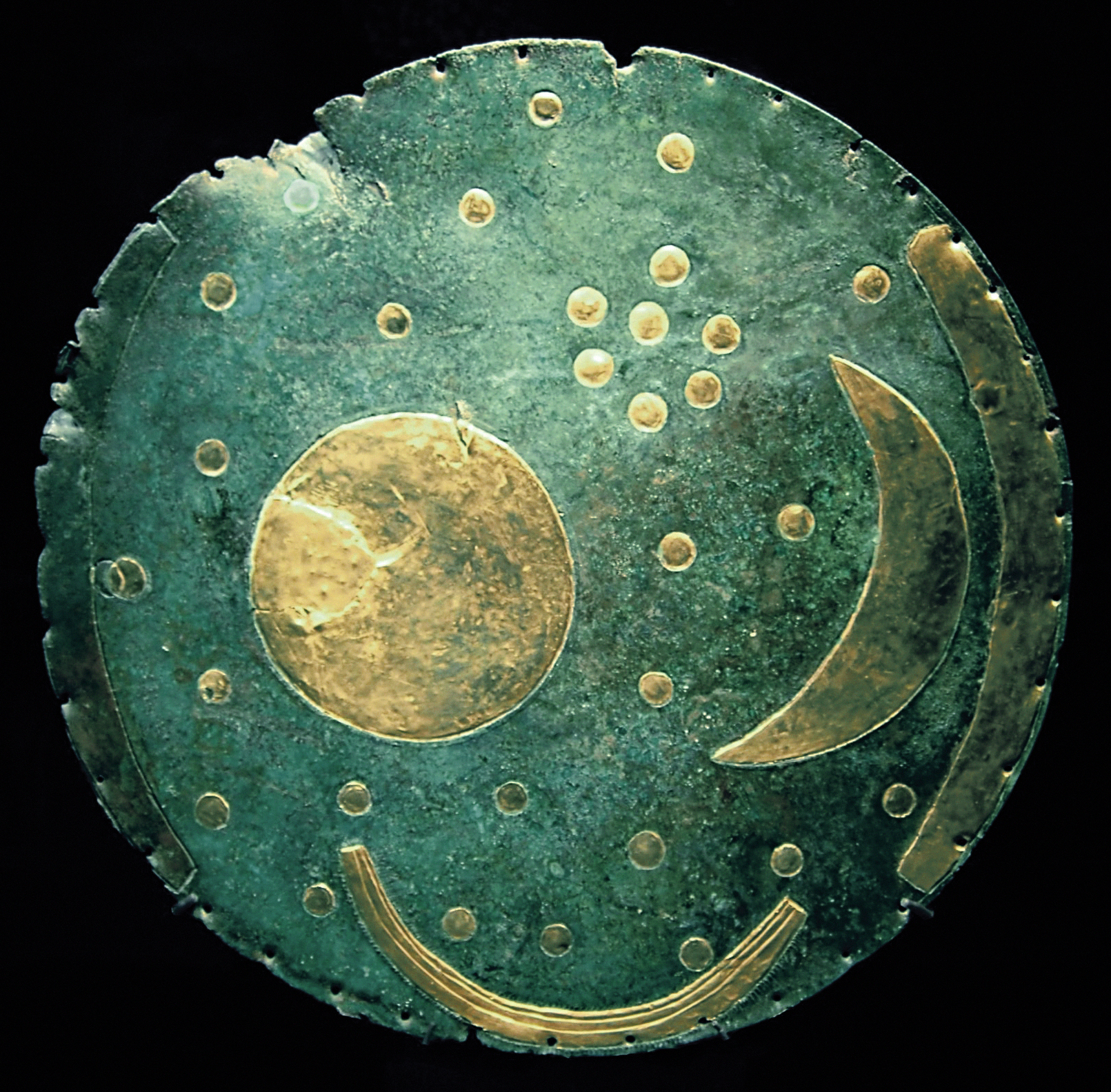
Disco de Nebra.

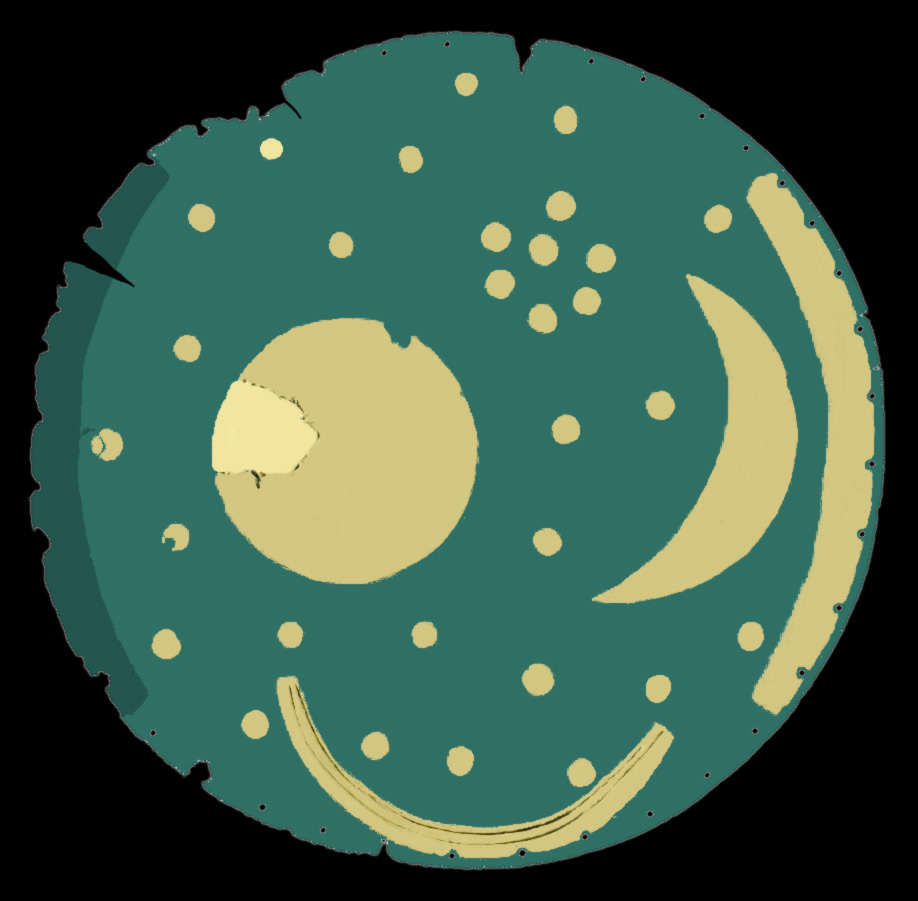
O Disco de Nebra após as escavações (representação gráfica simplificada)

O Disco de Nebra (na Língua alemã: Himmelsscheibe von Nebra) é uma placa em bronze com dimensões de cerca de 30 cm de diâmetro e peso de 2.2kg, com símbolos ouro. A placa foi descoberta na colina de Mittelberg, próxima à Nebra, na Alemanha, em 1999 e é considerada uma das descobertas arqueológicas mais relevantes do século XXI devido sua datação enquanto instrumento descritivo astronômico. Estes símbolos são interpretados geralmente como o Sol ou Lua cheia, uma Lua crescente, e estrelas, incluindo um aglomerado estelar de sete estrelas, sendo interpretada como representando Pleaides, aglomerado localizado a noroeste da Constelação de Touro . É considerada como a mais antiga representação objetiva do firmamento (abóbada celeste) e, consequentemente, um dos achados arqueológicos mais importantes da nossa época.
Acredita-se que dois arcos dourados que se estendiam ao longo das laterais marcam o ângulo entre os solstícios da qual, atualmente, um deles está faltando. Outro arco na parte inferior, com linhas paralelas internas, é geralmente interpretado como uma barca solar, ainda que alguns autores também tenham sugerido que elas podem representar um arco-íris, a Aurora Boreal, um cometa,  ou uma foice.
O disco foi encontrado enterrado em em uma câmara de pedra, durante escavações ilegais utilizando detectores metal,  posteriormente comercializado em mercados clandestinos em  1999 em Mittelberg, nas proximidades da cidade de Nebra em Sachsen-Anhalt, Alemanha. De acordo com outros achados originários da mesma escavação (espadas de bronze, machados, entre outros) o Disco de Nebra foi datado entre 1800 - 1600 DC por arqueólogos,  e atribuído como pertencente ai início da Idade do Bronze, especificamente, da cultura Únětice . Desde 2002 o disco pertence ao espólio do Museu Pré-Histórico de Sachsen-Anhalt, em Halle.

## Descrição
Em 2024, um relatório científico em arqueometalúrgica  foi publicada acerca da composição química do Disco de Nebra. A placa apresenta uma forma circular com perímetro de cerca de 32 centímetros, uma espessura que varia entre os 4,5 milímetros no centro e 1,7 milímetros nas extremidades, e pesa aproximadamente 2 quilogramas. O disco é feito de bronze, uma liga metálica de cobre e estanho, sendo que o seu cobre é oriundo da região de Mühlbach am Hochkönig (Áustria) na zona oriental dos Alpes. Juntamente com uma reduzida percentagem de estanho de 2,5%, apresenta uma percentagem de arsénio de 0,2, quantidade típica para a Idade do Bronze. A placa foi aquecida diversas vezes com o objetivo de evitar rachaduras no material levando a que assumisse uma coloração entre o castanho escuro e o preto. A coloração esverdeada atual do disco deve-se a uma camada de corrosão de malaquite que surgiu só após um longo período de enterramento.
Em uma pesquisa anterior à referenciada publicação na Revista Nature em 2024, um artigo de 2010, análises iniciais de traços de elementos por fluorescência de raios X por E. Pernicka, então na Universidade de Freiberg, onde o cobre originou-se em Bischofshofen, na Áustria, enquanto o ouro do disco seria originário das montanhas dos Cárpatos. Em 2011, havia se descoberto que o ouro utilizado na primeira fase de desenvolvimento (visitar a seção ''História'') era proveniente do rio Carnon, no sul da Cornualha, em Inglaterra. O estanho presente no bronze também era de origem  Cornualha.

## História
De acordo com o Museu Estadual de História Pré-Histórica de Sachsen-Anhalt, enquanto preservado, o disco havia sido desenvolvido em quatro estágios, somando a um quinto estágio, onde os arcos do horizonte foram removidos antes de sua deposição em Mittelberg. Os quatro estágios principais foram, respectivamente:
1. Inicialmente, o disco era composto por trinta e dois pequenos círculos redondos de ouro, uma grande placa circular e uma grande placa em forma de crescente anexada. A placa circular é interpretada como o Sol ou a Lua cheia, a forma crescente como a Lua crescente (ou o Sol ou a Lua em eclipse) e os pontos como estrelas, com o aglomerado de sete pontos provavelmente representando um aglomerado de estrelas. Acredita-se que o aglomerado de estrelas se refira às Plêiades[10], ou possivelmente ao símbolo geral de um aglomerado de estrelas.
2. Em alguma data posterior, dois arcos (construídos a partir de ouro de uma origem diferente, como mostrado por suas impurezas químicas) foram adicionados em bordas opostas do disco. Para abrir espaço para esses arcos, um pequeno círculo foi movido do lado esquerdo em direção ao centro do disco e dois dos círculos à direita foram cobertos, de modo que trinta permanecem visíveis. Os dois arcos abrangem um ângulo de 82°, indicando corretamente o ângulo entre as posições do pôr do sol no solstício de verão e inverno na latitude de Mittelberg (51°N)[17][4]. Os arcos se relacionam com o caminho do Sol – a eclíptica. Dado que os astrônomos antigos conheciam os planetas e muitas estrelas que marcam a eclíptica, eles podiam observá-la varrer o horizonte dentro dos arcos, em uma única noite de inverno, não apenas o nascer e o pôr do sol ao longo de um ano inteiro. Portanto, os arcos são consistentes com o uso totalmente noturno.
3. A adição final foi outro arco na parte inferior, identificado como um possível barco solar, novamente feito de ouro, mas originário de uma fonte diferente.
4. Quando o disco foi enterrado, ele também apresentava de 38 a 40 furos perfurados em seu perímetro, cada um com aproximadamente 3 milímetros (0,12 pol.) de diâmetro. O número exato é obscurecido por danos na borda do disco[18].

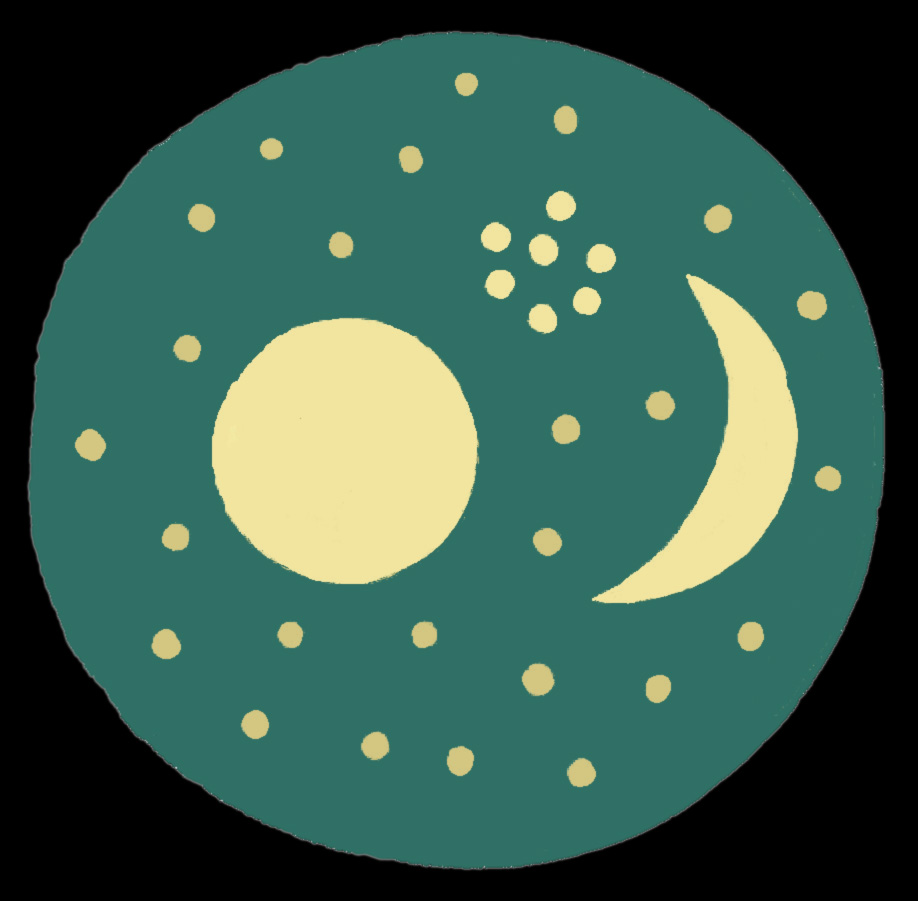
Primeira fase do disco
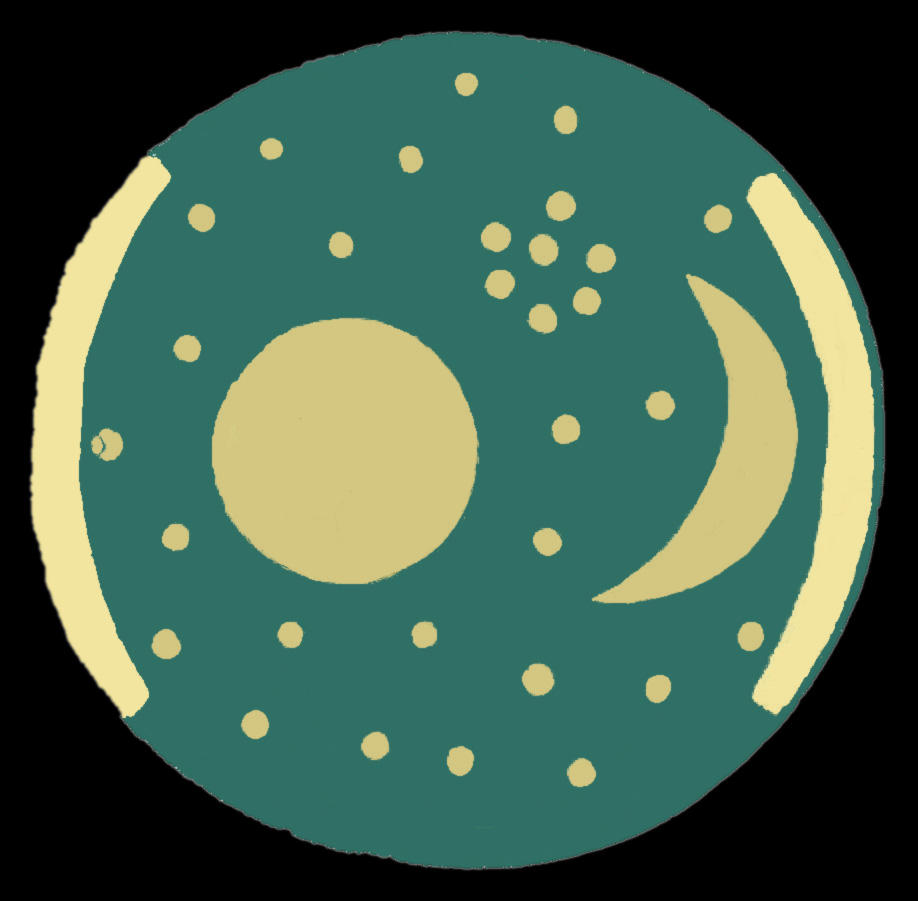
Segunda fase do disco: acréscimo dos Arcos do Horizonte
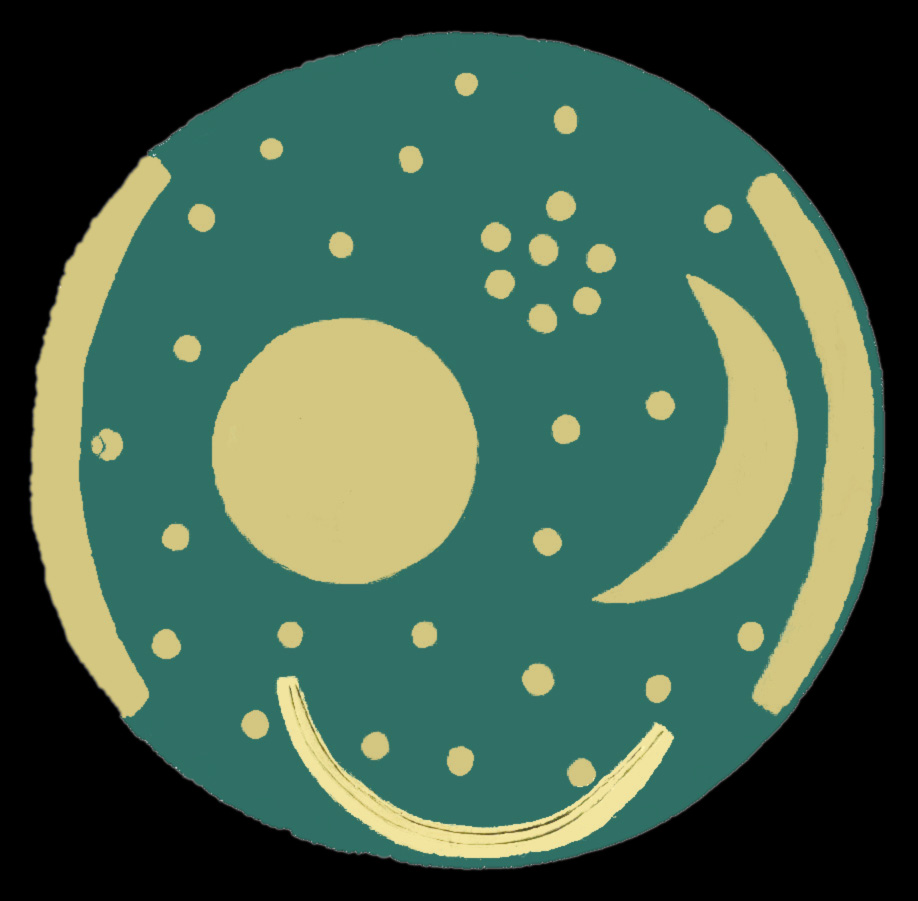
Terceira fase do disco: acréscimo da Barca

## Significação
A descoberta é do Disco de Nebra é considerada uma reconfirmação de que o conhecimento e as habilidades astronômicos dos povos da Idade do Bronze incluíam a observação atenta do curso anual do Sol, e do ângulo entre seus pontos de nascente e poente nos solstícios de verão e de inverno. Embora existam terraplenagens e complexos astronômicos megalíticos muito mais antigos, como o círculo de Goseck e Stonehenge, que há haviam sido usados para marcar os solstícios, o disco apresenta esse conhecimento na forma de um objeto portátil. Em termos de história e arqueologia cultural, o disco pode ter tido tanto um propósito astronômico prático quanto um significado religioso.

## Interpretação
Em sua função enquanto calendário, o Disco de Nebra possui uma extensa história cultural no que diz respeito aos métodos de medição como o calendário da época e as leis de leitura astronômica. com relação primeiramente à sua ligação com algum calendário estipulado historicamente, acredita-se que  a representação das Plêiades no disco em conjunção com uma lua crescente represente uma regra de calendário para sincronizar os calendários solar e lunar, permitindo a criação de um calendário lunissolar. Essa regra é conhecida a partir de uma antiga coleção de textos babilônicos com o título MUL.APIN. De acordo com uma das sete regras do compêndio, um mês bissexto deve ser adicionado quando as Plêiades aparecem ao lado de uma lua crescente com alguns dias de idade na primavera, como representado no disco. Essa conjunção ocorre aproximadamente a cada três anos.
Os pequenos círculos de ouro representam possivelmente estrelas, onde o agrupamento de destaque composto por 7 círculos pode ser a representação do aglomerado estelar das Plêiades, pertencentes à constelação Taurus. As outras estrelas não são identificáveis, deduzindo-se que se tratem de elementos puramente decorativos arranjados de modo a dar a ideia de céu estrelado. O número de estrelas representadas no disco (32) é teorizado enquanto sendo significativo para a pesquisadora Harald Meller, pois possivelmente codifica numericamente a regra do calendário. Primeiramente, a conjunção do crescente lunar e das Plêiades representada no disco ocorre 32 dias após a última "luz nova" (a primeira lua crescente visível do mês), e não antes.Em segundo lugar, como um ano lunar (354 dias) é onze dias mais curto que um ano solar (365 dias), 32 anos solares equivalem em duração a 33 anos lunares (com um erro de apenas dois dias). Ou seja, 32 x 365 = 11.680 dias e 33 x 354 = 11.682 dias. Este ciclo de 32 anos solares pode ser representado no disco por 32 estrelas, mais o sol (ou lua cheia), totalizando 33.
Harald Meller também sugere que o conhecimento destas relações solares e lunares podem ter vindo da Babilônia para a Europa Central por meio de comércio e contatos de longa distância, apesar de ter sido atestado antes no disco de Nebra do que na Babilônia. Contas de âmbar do Báltico foram encontradas em um depósito fundacional sob o grande zigurate de Aššur no Iraque datado de c. 1800-1750 a.C., indicando que existia uma conexão entre ambas as regiões quando o disco de Nebra foi criado. No entanto, alguns assiriologistas e astrônomos rejeitaram a comparação do Disco de Nebra com MUL.APIN.
Os dois arcos laterais representarão os locais onde se levanta e põe o sol ao longo do ano. O ângulo que abarcam, de 82º, equivale ao ângulo que formam o levantamento e o ocaso solar entre os solstícios de Inverno e de Verão na latitude em que o disco foi encontrado.
A barca solar aparenta ter mais relação com a religião do que com a astronomia. É encontrada por toda a Europa em escavações arqueológicas que remetem para a Idade do Bronze e é bastante frequente nas pinturas rupestres escandinavas.

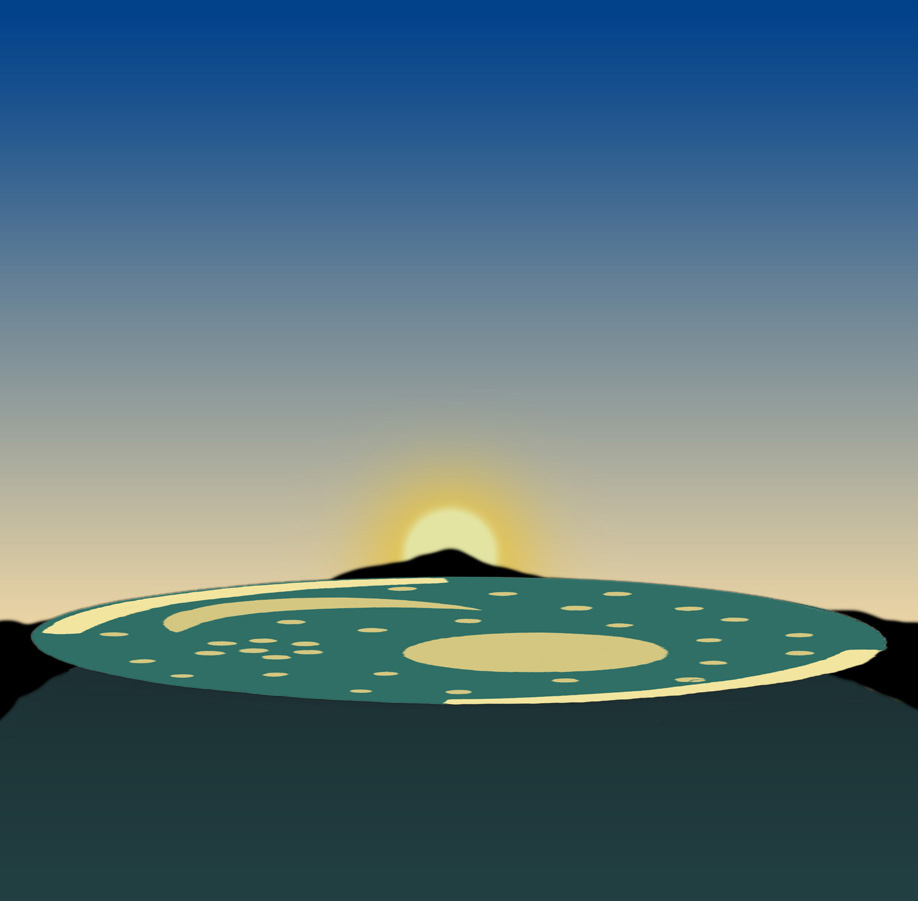
O disco orientado entre os montes Mittelberg e Brocken com representação do pôr do sol.
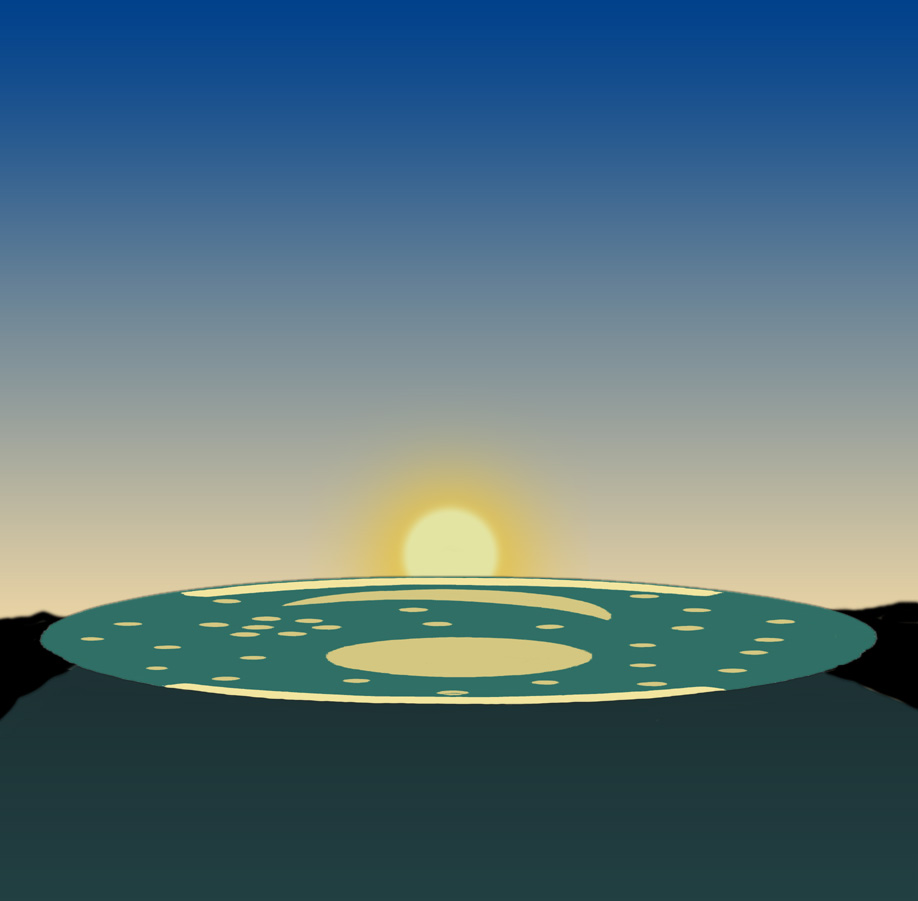
Início do Outono e da Primavera: pôr do sol na altura do equinócio. O monte Brocken está a 41º à direita do sol.
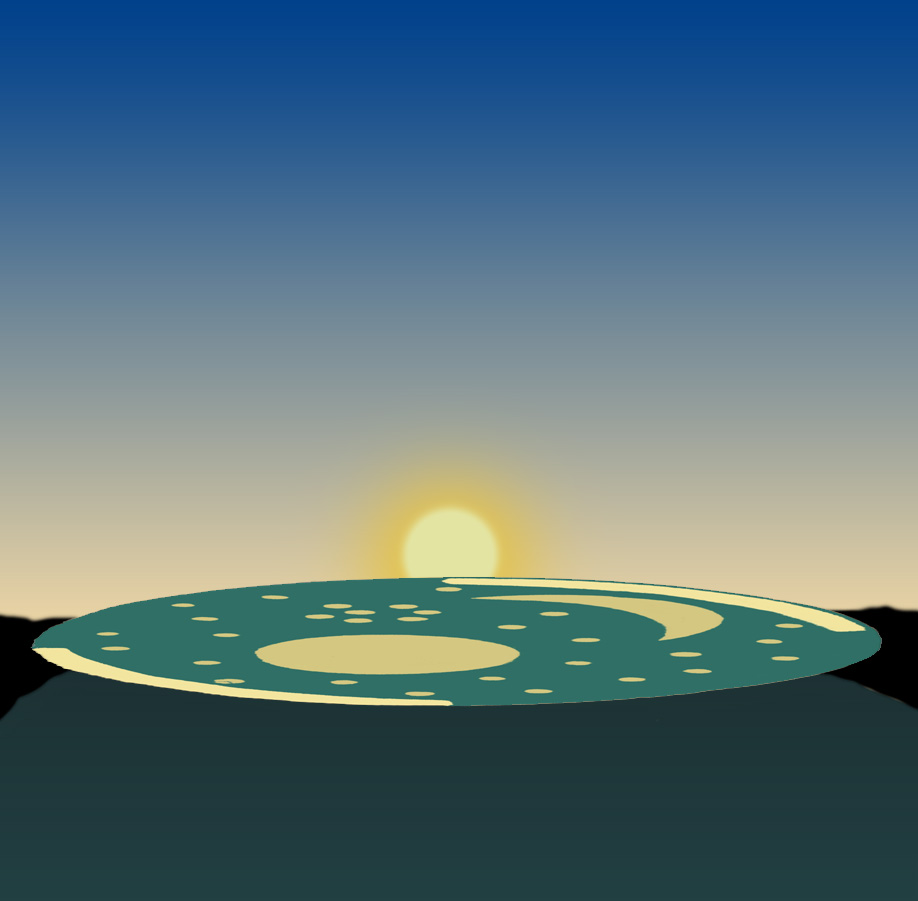
Solstício de Inverno: o pôr do sol alcança o ponto mais a Sul. O monte Brocken está a 82º à direita do sol.